# 秋山勝仁
秋山 勝仁（あきやま かつひと、1950年1月29日 - ）は、日本の男性アニメーター、アニメーション演出家、アニメーション監督。北海道出身。代表作は『イナズマイレブン』シリーズ。

## 来歴
アニメーション演出家としてのデビュー作は『闘士ゴーディアン』の第36話「忍びよる巨岩戦隊」。業界入り当初はグリーン・ボックスに在籍し、『ゴーディアン』の他、『百獣王ゴライオン』や『科学救助隊テクノボイジャー』などの演出を担当した。
1990年代はアニメインターナショナルカンパニー（AIC）に活動の拠点を置き、『バトルアスリーテス大運動会』、『魔法少女プリティサミー』などのテレビアニメにてメイン演出家として活躍した。
近年は、AIC作品の他、GONZO作品やOLM作品にも参加している。

## 参加作品

### 監督作品

#### テレビアニメ
1995年
- 神秘の世界エルハザード（-1996年）

1996年
- 魔法少女プリティサミー（-1997年）

1997年
- バトルアスリーテス大運動会（-1998年）

1999年
- デュアル!ぱられルンルン物語

2004年
- モンキーターン、モンキーターンV

2005年
- 強殖装甲ガイバー（-2006年）

2006年
- パンプキン・シザーズ（-2007年）

2008年
- イナズマイレブン（-2011年）※27話 - 84話間は総監督

2011年
- イナズマイレブンGO（-2012年）

2012年
- イナズマイレブンGO クロノ・ストーン（-2013年）

2013年
- イナズマイレブンGO ギャラクシー（-2014年）

2016年
- ベイブレードバースト（-2017年）

2017年
- ベイブレードバースト ゴッド（-2018年）※総監督

2018年
- ベイブレードバースト 超ゼツ（-2019年）※総監督

2019年
- ベイブレードバースト ガチ（-2020年）※総監督

2020年
- ベイブレードバースト スパーキング（-2021年）※総監督

2021年
- ベイブレードバースト ダイナマイトバトル（-2022年）※総監督

2023年
- BEYBLADE X ※総監督、絵コンテも担当

#### 劇場アニメ
2014年
- イナズマイレブン 超次元ドリームマッチ

#### OVA
1986年
- ガルフォースシリーズ（-1996年）※新世紀編まで

1987年
- バブルガムクライシス（-1991年）※PART4まで

1988年
- 孔雀王 鬼還祭

1990年
- SOL BIANCA

1991年
- 孔雀王3 櫻花豊穣

1992年
- BASTARD!! -暗黒の破壊神-（-1993年）

1994年
- 間の楔(完結編)

1995年
- 精霊使い ※総監督

2012年
- 間の楔（リメイク版）

### 演出
1979年
- 闘士ゴーディアン（-1981年）※演出家デビュー作

1981年
- 百獣王ゴライオン（-1982年）
- ダッシュ勝平（-1982年）
- じゃりン子チエ（-1983年）

1982年
- 科学救助隊テクノボイジャー
- 超時空要塞マクロス（-1983年）

1983年
- 超時空世紀オーガス（-1984年）
- 機甲創世記モスピーダ（-1984年）※絵コンテも担当

1999年
- 太陽の船 ソルビアンカ（OVA）
- 課長王子

2001年
- 魔法遊戯（-2002年）※絵コンテも担当

2002年
- 高校鉄拳伝タフ（OVA）※絵コンテも担当
- ぷちぷり*ユーシィ（-2003年）※絵コンテも担当

2003年
- LAST EXILE ※絵コンテも担当

2007年
- デルトラクエスト（-2008年）※絵コンテも担当

### 絵コンテ
1999年
- 臣士魔法劇場 リスキー☆セフティ（-2000年、第19話）

2002年
- 十二国記（第27話）
- 東京ミュウミュウ（-2003年、第32・49話）

2003年
- 探偵学園Q（-2004年、第22話）

2005年
- SoltyRei（-2006年、第24話）

2007年
- サクラ大戦 ニューヨーク・紐育（OVA、第5話）

2008年
- S・A〜スペシャル・エー〜（TVシリーズ、第12話）

2014年
- ドラゴンコレクション（第33・34話）

2015年
- おまかせ!みらくるキャット団（第3・7・11・12話）
- ピカイア!（第2・3・4話）
- WORKING!!!（第2話）

2021年
- 新幹線変形ロボ シンカリオンZ（第14話）

### その他仕事
2011年
- 劇場版イナズマイレブンGO 究極の絆 グリフォン（劇場/監督協力）

2012年
- 劇場版イナズマイレブンGO vs ダンボール戦機W（劇場/監督協力）

2014年
- GO-GO たまごっち!（テレビアニメ/必殺技テロップ）